# Perris (Kalifornija)
Perris je grad u američkoj saveznoj državi Kalifornija. Prema popisu stanovništva iz 2010. u njemu je živjelo 68.386 stanovnika.